# ゲオルゲ・アレクサンダー・アルブレヒト
ゲオルゲ・アレクサンダー・アルブレヒト（独:George Alexander Albrecht 1935年2月15日 - 2021年12月21日）は、ドイツの指揮者。

## 経歴
アルブレヒトは、ヴァイオリン、ピアノ、作曲を学び、1954年にはイタリア、シエナのキジアーナ音楽院で"Prix d'excellence"の称号を得た。1965年、29歳の時に、ドイツの音楽史上最も若い年齢でハノーファー州立歌劇場の音楽監督に就任した。
1990年から1995年まで、彼はドレスデンのゼンパー・オーパーの客演指揮者を務めた。ここで彼は、1994年に、George Taboriの制作による、アルノルト・シェーンベルクのオペラ《モーゼとアロン》を指揮した。
1996年から2002年まで、ヴァイマルのドイツ国立劇場と、ワイマール・シュターツカペレの音楽監督を務めた。
アルブレヒトは、フルトヴェングラー、プフィッツナー、シュルホフ、ペッタションなどの作品を得意としている。また、フランツ・リスト・ヴァイマル音楽大学の名誉教授を務めている。
2002年、ワイマール・シュターツカペレと共に来日し、6月22日には、東京オペラシティにおいてフルトヴェングラーの交響曲第1番を日本初演した。

## 家族・親族
息子のマルク・アルブレヒトも指揮者である。
ゲオルゲの兄エルンスト・アルブレヒトはニーダーザクセン州首相を務めた政治家であり、その娘ウルズラ・フォン・デア・ライエンは同じく政治家で第13代欧州委員会委員長。